# Risiocnemis
Risiocnemis – rodzaj ważek z rodziny pióronogowatych (Platycnemididae).

## Podział systematyczny
Do rodzaju należą następujące gatunki:
- Risiocnemis appendiculata (Brauer, 1868)
- Risiocnemis arator Hämäläinen, 1991
- Risiocnemis asahinai Kitagawa, 1990
- Risiocnemis confusa Hämäläinen, 1991
- Risiocnemis corbeti Villanueva, 2009
- Risiocnemis elegans Kitagawa, 1990
- Risiocnemis erythrura (Brauer, 1868)
- Risiocnemis gracilis Hämäläinen, 1991
- Risiocnemis hamalaineni Villanueva, 2009
- Risiocnemis kiautai Hämäläinen, 1991
- Risiocnemis laguna Hämäläinen, 1991
- Risiocnemis moroensis Hämäläinen, 1991
- Risiocnemis praeusta Hämäläinen, 1991
- Risiocnemis pulchra Hämäläinen, 1991
- Risiocnemis rolandmuelleri Hämäläinen, 1991
- Risiocnemis seidenschwarzi Hämäläinen, 2000
- Risiocnemis serrata (Hagen in Selys, 1863)
- Risiocnemis varians Hämäläinen, 1991